# Lwówek Śląski
Lwówek Śląski (en alemán: Löwenberg in Schlesien) es una ciudad en el Voivodato de Baja Silesia en Polonia. Situada a orillas del río Bóbr, Lwówek Śląski está a unos 30 km al noroeste de Jelenia Góra y tiene una población de unos 9.000 habitantes. Es la sede administrativa del condado de Lwówek Śląski y del municipio de Gmina Lwówek Śląski.

## Historia

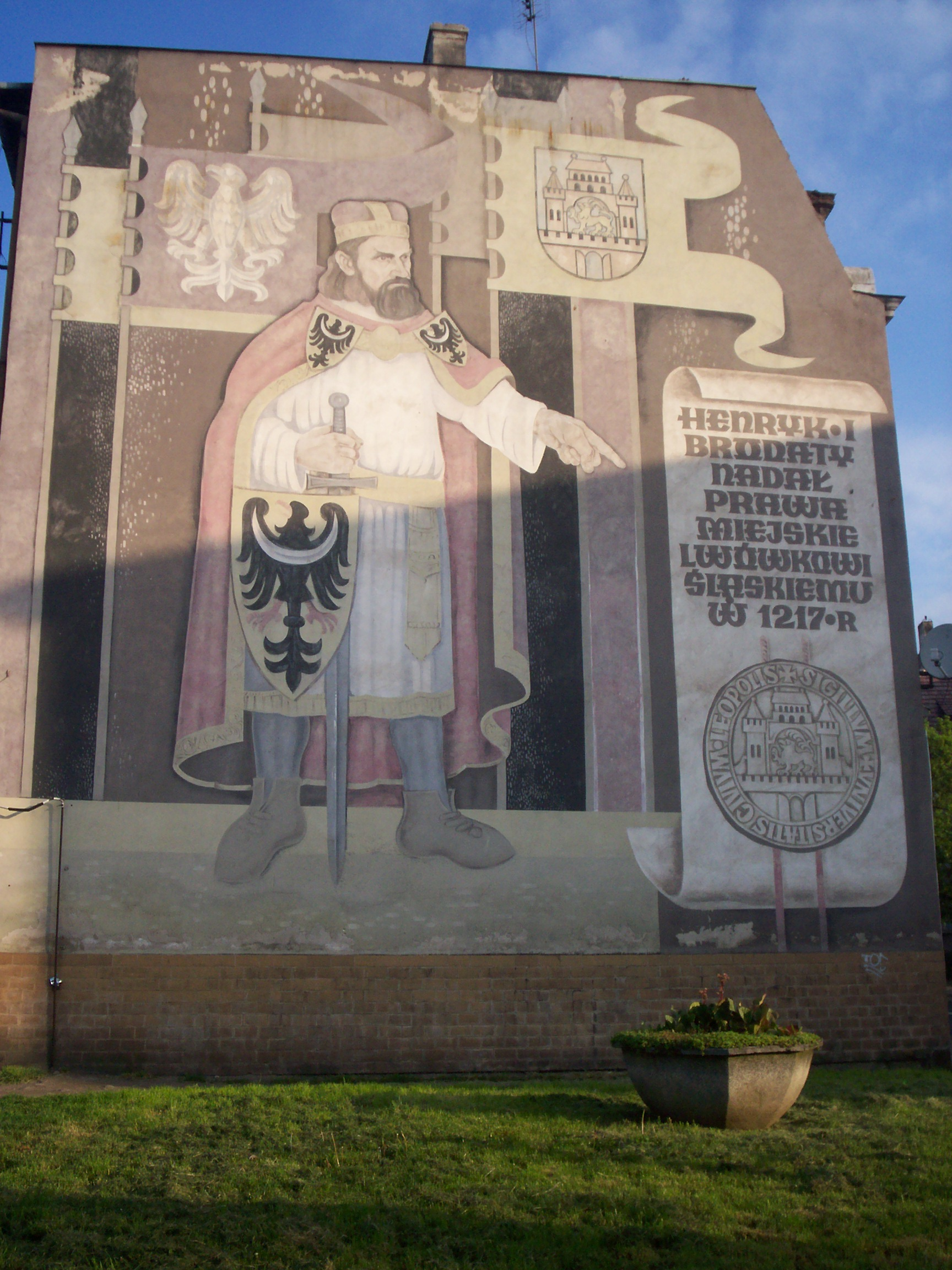
Mural que conmemora la concesión de los derechos de ciudad por Enrique el Barbudo en 1217

Los alrededores de la actual Lwówek Śląski, densamente arbolados y situados en el interior de la despoblada Przesieka silesiana dentro del Reino medieval de Polonia, fueron despoblados y poblados gradualmente por campesinos alemanes en la primera mitad del siglo XIII durante la Ostsiedlung. La ciudad fue fundada por el duque de Polonia Enrique el Barbudo, que la designó como centro administrativo en un territorio fronterizo polaco-lusaciano hasta entonces deshabitado. En 1209 Enrique le concedió importantes privilegios, como el derecho a fabricar cerveza, moler, pescar y cazar en un radio de una milla del asentamiento. Los colonos alemanes ampliaron el asentamiento preexistente y en 1217 Enrique el Barbudo le concedió derechos de ciudad, como una de las primeras ciudades de Polonia (Opole y Racibórz recibieron derechos de ciudad ese mismo año, antes sólo Złotoryja); su estilo de gobierno fue duplicado por otras ciudades locales, como Bolesławiec, como Derechos de Löwenberg o Derechos de Lwówek Śląski. En 1243 el duque Bolesław II Rogatka organizó en la ciudad el primer torneo de caballeros de Polonia. Los duques construyeron entonces un castillo, documentado por primera vez en 1248. En el siglo XIII se instalaron en la ciudad franciscanos y caballeros hospitalarios. Como resultado de la fragmentación de Polonia, formó parte del ducado de Legnica a partir de 1248, del ducado de Jawor a partir de 1274, de 1278 a 1286 fue la capital de un ducado epónimo bajo su único duque Bernardo el Luminoso, que tomó el título de duque de Silesia y señor de Lwówek, y después volvió a formar parte del ducado de Jawor, que pronto se incluyó en el ducado más grande de Świdnica-Jawor, del que formó parte hasta su disolución en 1392. En 1327 la ciudad recibió del duque Enrique I de Jawor el derecho a acuñar su propia moneda, antes de Wrocław. En 1329 era una de las mayores ciudades de Silesia. En los siglos XIII y XIV se construyeron los hitos distintivos de Lwówek, como las murallas defensivas con las torres Lubańska y Bolesławiecka, el ayuntamiento (posteriormente ampliado) y las iglesias góticas de Santa María y de San Francisco.
Tras la muerte de la duquesa Inés de Habsburgo, viuda de Bolko II, el último duque polaco de Świdnica, la ciudad y el ducado pasaron al Reino de Bohemia en 1392. La ubicación de Löwenberg en una ruta comercial le permitió convertirse en una de las ciudades más prósperas de Bohemia. En 1469 pasó a Hungría y en 1490 de nuevo a Bohemia, entonces gobernada por el príncipe polaco Vladislao II Jagiellon, hijo del rey Casimiro IV de Polonia. En 1498, Vladislao II concedió el escudo de armas, que todavía se utiliza hoy en día. La ciudad permaneció bajo el dominio de la dinastía Jagellón hasta 1526, cuando pasó con la Corona de Bohemia a la Monarquía de los Habsburgo de Austria. Durante la guerra de los Treinta Años, Löwenberg fue devastada por las tropas suecas e imperiales, especialmente entre 1633 y 1643. En la Paz de Westfalia de 1648, la ciudad estaba en gran parte destruida y tenía una población diezmada de sólo cientos de habitantes.
|                          |
| Panorama en el siglo XVI |

| Panorama from XVIcentury  |
| Panorama en el siglo XVII |

| Shiny silver coin with profile of Washington bust. |
| Panorama en 1739                                   |

| Gold coin with bust of Washington facing slightly left |
| Panorama en el siglo XVIII                             |

Löwenberg se recuperó lentamente durante su reconstrucción, pero comenzó a prosperar nuevamente después de su adquisición por parte del Reino de Prusia en 1741 durante las Guerras de Silesia. Las tropas del Primer Imperio Francés ocuparon Löwenberg en mayo de 1813, y Napoleón Bonaparte permaneció en la ciudad del 21 al 23 de agosto mientras organizaba sus defensas contra las tropas prusianas del general Gebhard von Blücher. Tras la retirada de Macdonald después de la batalla de Katzbach con Blucher, la división del general Puthod, incluida la brigada de Vacherau (el regimiento irlandés, regimientos 134 y 143), quedaron aislados del resto del ejército. El río Bober (Bóbr) se había desbordado por las fuertes lluvias y los puentes estaban bajo el agua. La división se había reducido a seis mil hombres y doce piezas de artillería. En la mañana del 29 de agosto llegaron a la ciudad de Lowenberg. Tomó la mejor posición que pudo encontrar, en la estrecha cresta sobre Plakowice, de espaldas al río. Todos los puentes habían sido arrasados y no había posibilidad de construir un puente con el río inundando sus orillas a ambos lados. Un ejército combinado ruso y prusiano de abrumadora superioridad se enfrentaba a la División, pero sólo podía atacar en el único y estrecho extremo sureste de la cresta. La batalla comenzó a las 8:00 a. m. y duró hasta después de las 4:00 p. m.. Cuando la División había gastado sus últimas municiones, el enemigo atacó y tomó su posición. La mayoría de los oficiales se metieron en el río y nadaron hasta la orilla opuesta. El lecho del río no era muy ancho, aunque la corriente era fuerte. Pudieron vadear la mitad de la distancia, nadar un poco y caminar por el agua hasta tierra firme. El total de bajas francesas de muertos, heridos, ahogados y capturados fue de más de 3.000.
Löwenberg se incluyó dentro de la provincia de Silesia después de la reorganización administrativa prusiana de 1814. Como el resto del Reino de Prusia, la ciudad pasó a formar parte del Imperio Alemán en 1871 durante la unificación de Alemania. Se convirtió en parte de la provincia prusiana de Baja Silesia después de la Primera Guerra Mundial. En el período de entreguerras y durante la Segunda Guerra Mundial hubo una recesión económica.
En los últimos días de la Segunda Guerra Mundial, el centro medieval de Löwenberg fue destruido en un 40% y se perdieron numerosos edificios góticos, renacentistas y barrocos. Después de la derrota de Alemania en la guerra, Lwówek Śląski pasó a formar parte de Polonia, y su población fue expulsada en su totalidad de acuerdo con el Acuerdo de Potsdam. La ciudad fue repoblada por polacos, algunos de los cuales fueron expulsados de la antigua Polonia oriental anexada por la Unión Soviética, mientras que otros eran colonos de la Polonia central devastada por la guerra o ex prisioneros de los campos de concentración nazis alemanes y campos de trabajos forzados.

## Escudo de armas
El escudo de Lwówek Śląski es un escudo dividido verticalmente que representa el tablero de ajedrez rojo y blanco de los Piasts de Świdnica en el campo siniestro y un león rojo coronado hacia la derecha en el campo diestro.

## Población
| Año                  | 1329   | 1543  | 1740  | 1784  | 1797  | 1816  | 1825  | 1840  | 1861  | 1871   | 1885  | 1905  |
| Número de Habitantes | 11,000 | 4,100 | 1,495 | 2,397 | 3,928 | 3,684 | 3,552 | 3,770 | 4,628 | 4,798  | 4,720 | 5,682 |
| Año                  | 1920   | 1941  | 1945  | 1950  | 1960  | 1970  | 1978  | 1988  | 1999  | 2000   | 2006  | 2016  |
| Número de habitantes | 6,319  | 6,063 | 6,238 | 3,411 | 5,517 | 6,714 | 7,776 | 9,312 | 9,249 | 10,045 | 9,687 | 8,940 |

- Gráfico de población de la ciudad de Lwówek Śląski, durante los últimos 2 siglos:

## Cultura y ocio

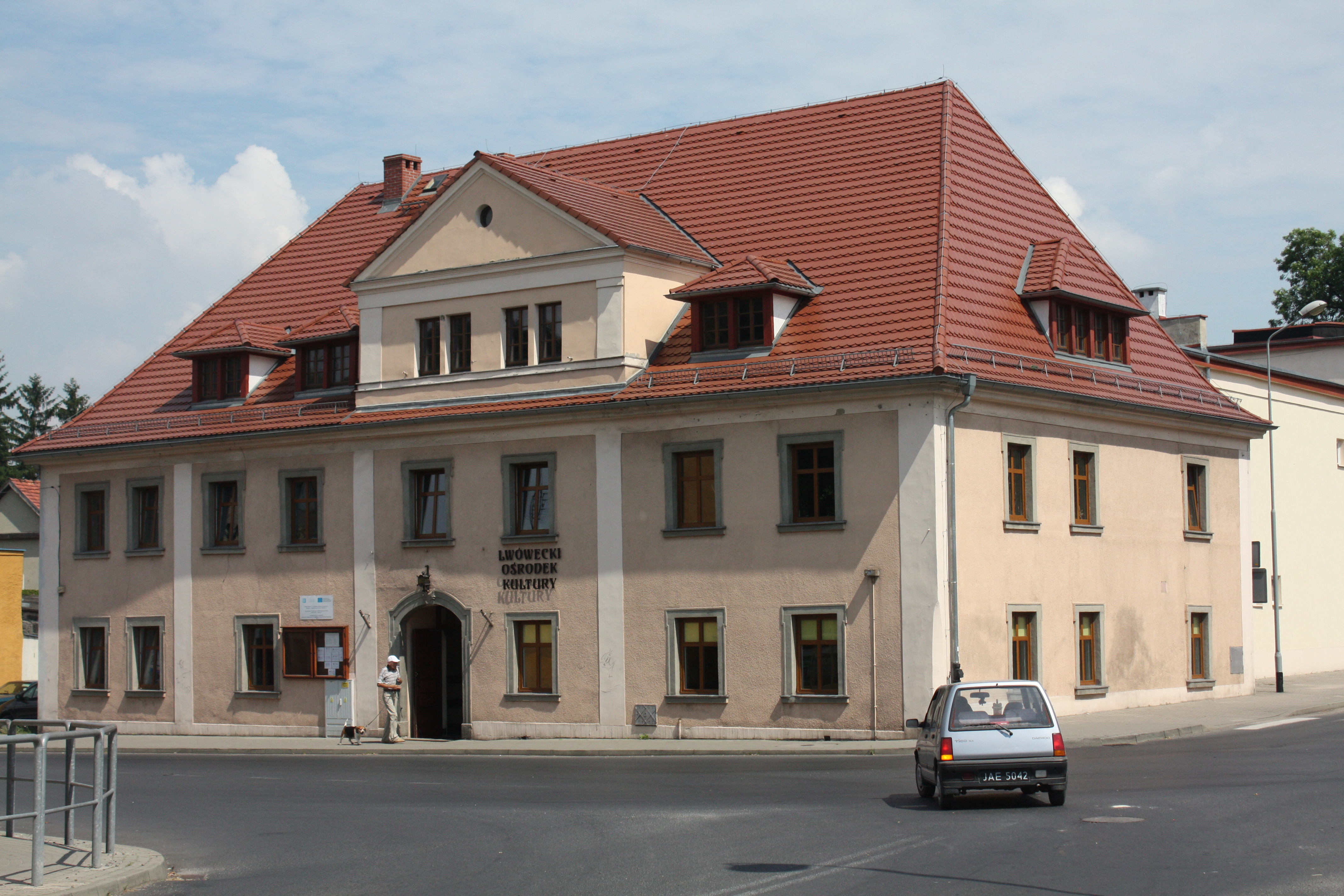
Centro cultural de Lwówek

### Centro cultural de Lwówek
El centro cultural de Lwówek está ubicado en la calle Przyjaciół Żołnierza 5. En el centro de cultura del pueblo hay:
- Cine LOK;
- Oficina de proveedores de televisión por cable;
- Galería de arte Kla-Tka;
- Escuela de Danza Vega;
- Sala de música;
- Escuela de pintura y dibujo.

### Eventos de la ciudad

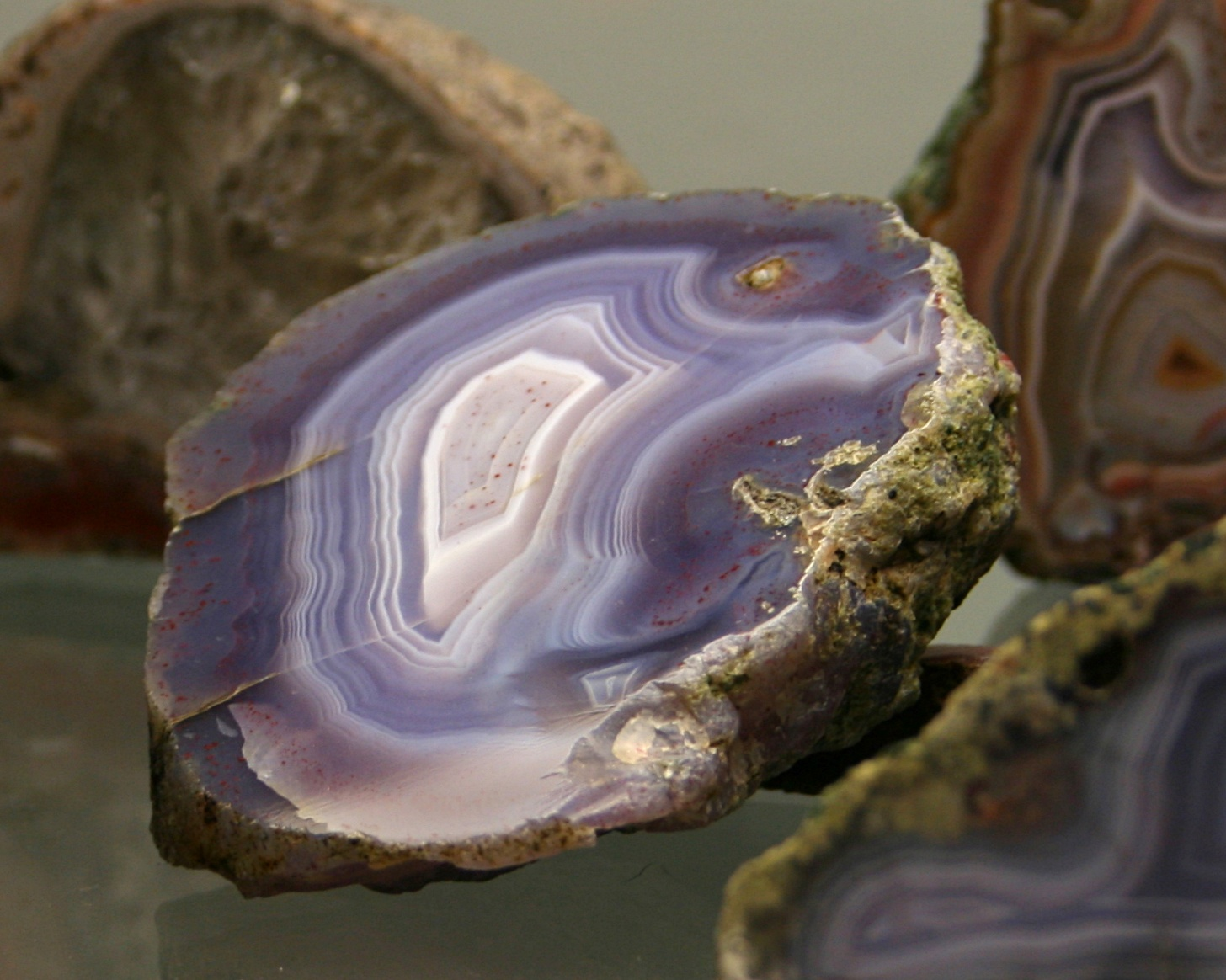
Ágata de Płóczki Górne

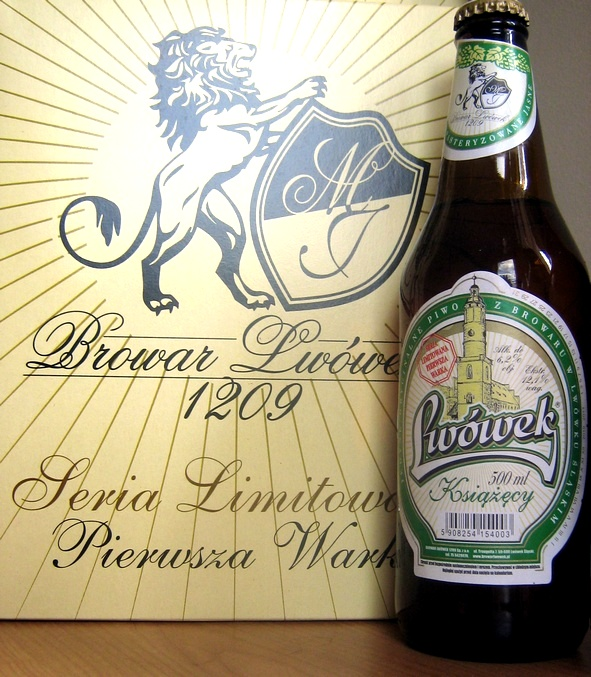
Famosa cerveza de la fábrica de cerveza Lwówek Śląski - "Lwówek Książęcy"

Cada año en el segundo fin de semana de julio tiene lugar el Lwóweckie Lato Agatowe.
- En enero – La Cabalgata de Reyes en la Fiesta de Reyes Magos (06.01);
- En marzo: festival de talentos de Lwówek;
- En abril – Fiesta Nacional de Orientación (III ronda de la Copa de Polonia);
- En mayo – Paseo internacional en canoa por el río Bóbr;
- En mayo – El rally turístico Henryk el Barbudo;
- En julio – Verano de Lwówek Agat;
- En julio – Quedada de motocicletas de Lwówek;
- En septiembre – Ferias del patrimonio inusual: Pícnic napoleónico, Festival de regalos del bosque de Baja Silesia;
- En octubre – Reunión Mineralógica de Lwówek;
- En diciembre  – Feria de Navidad. Carrera de Papá Noel. Belén navideño.

### Museos
Los museos en Lwówek Śląski incluyen:
- Museo - instalación histórica en el ayuntamiento (Wolności Sq. 1);
- Museo de la Cervecería en la cervecería municipal "Lwówek" (Traugutta St. 4).

El segundo fin de semana de julio, mientras dura el Verano de Lwówek Agat, los visitantes pueden acceder a la Torre Lubańska para contemplar la ciudad.

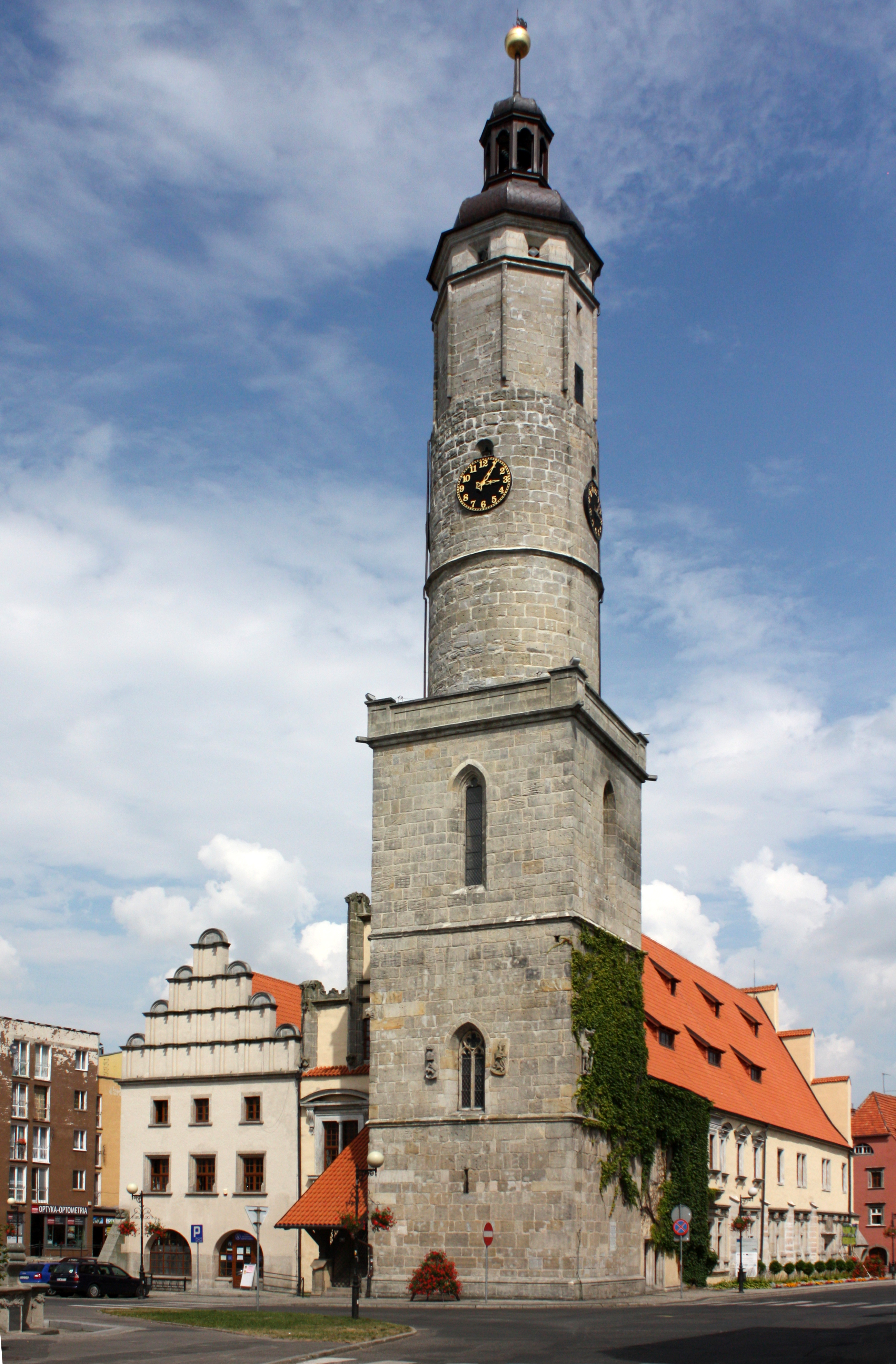
Ayuntamiento (Ratusz)

## Gente notable
- Martin Moller (1547-1606), místico
- Esaias Reusner (1636-1679), laudista y compositor
- Franz Schmidt (1818–1853), predicador, representante en el Parlamento de Frankfurt en 1848, huyó a Suiza y luego a St. Louis, MO, EE. UU.; fundador del Liceo Alemán allí.
- Anna Rostkowska (nacida en 1980), atleta olímpica polaca

## Galería

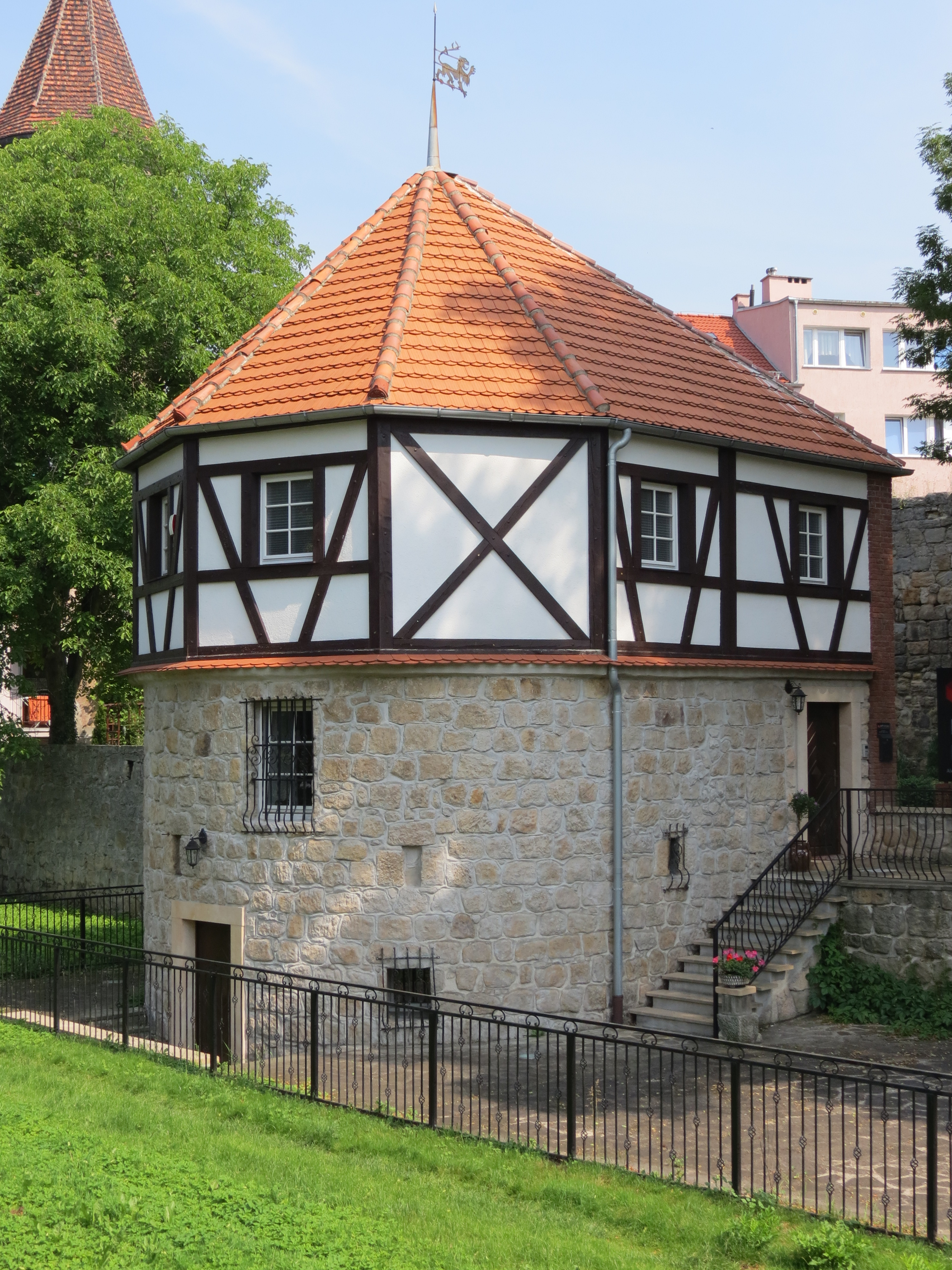
Muros defensivos
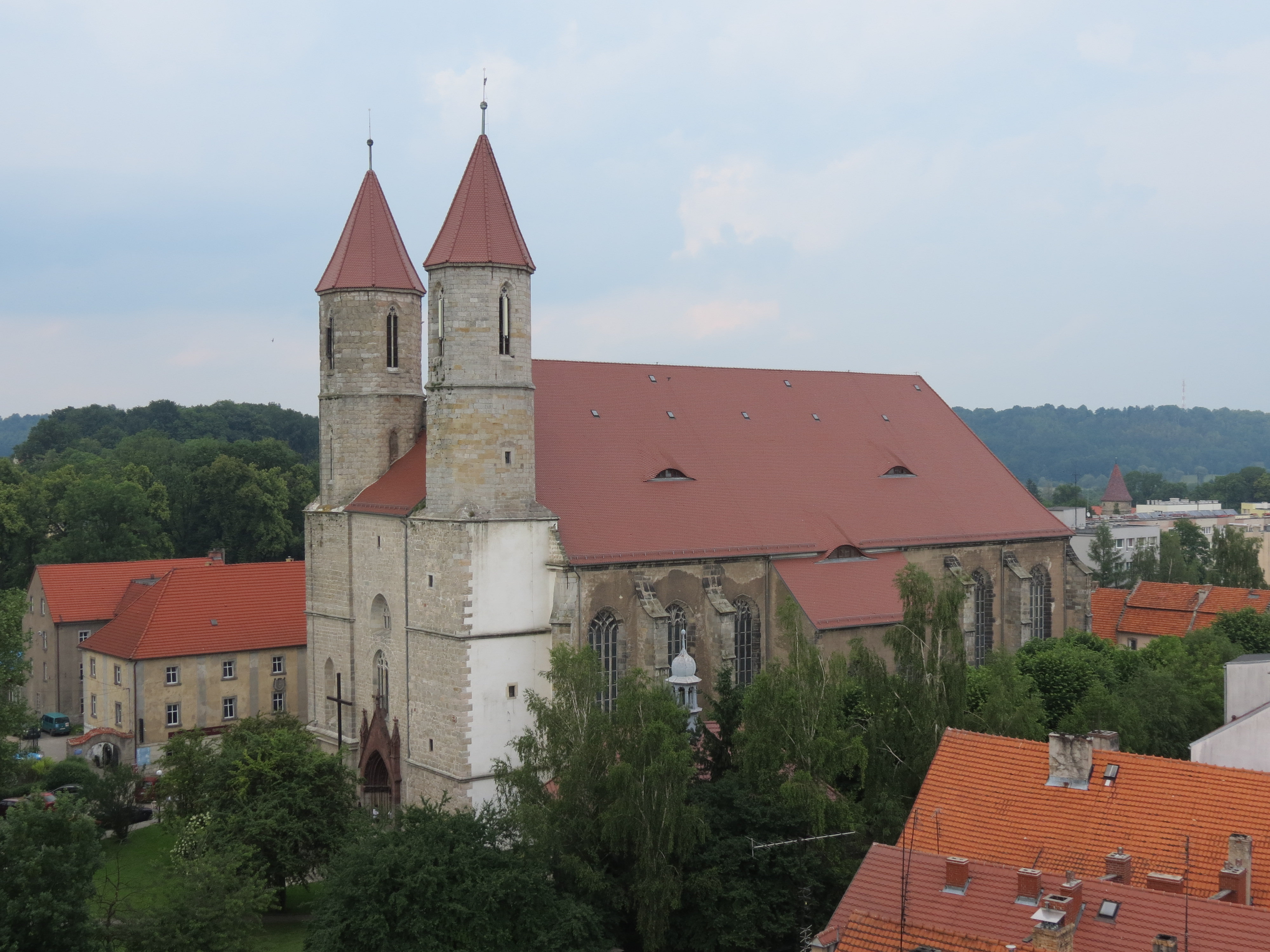
Iglesia de la Santísima Virgen María
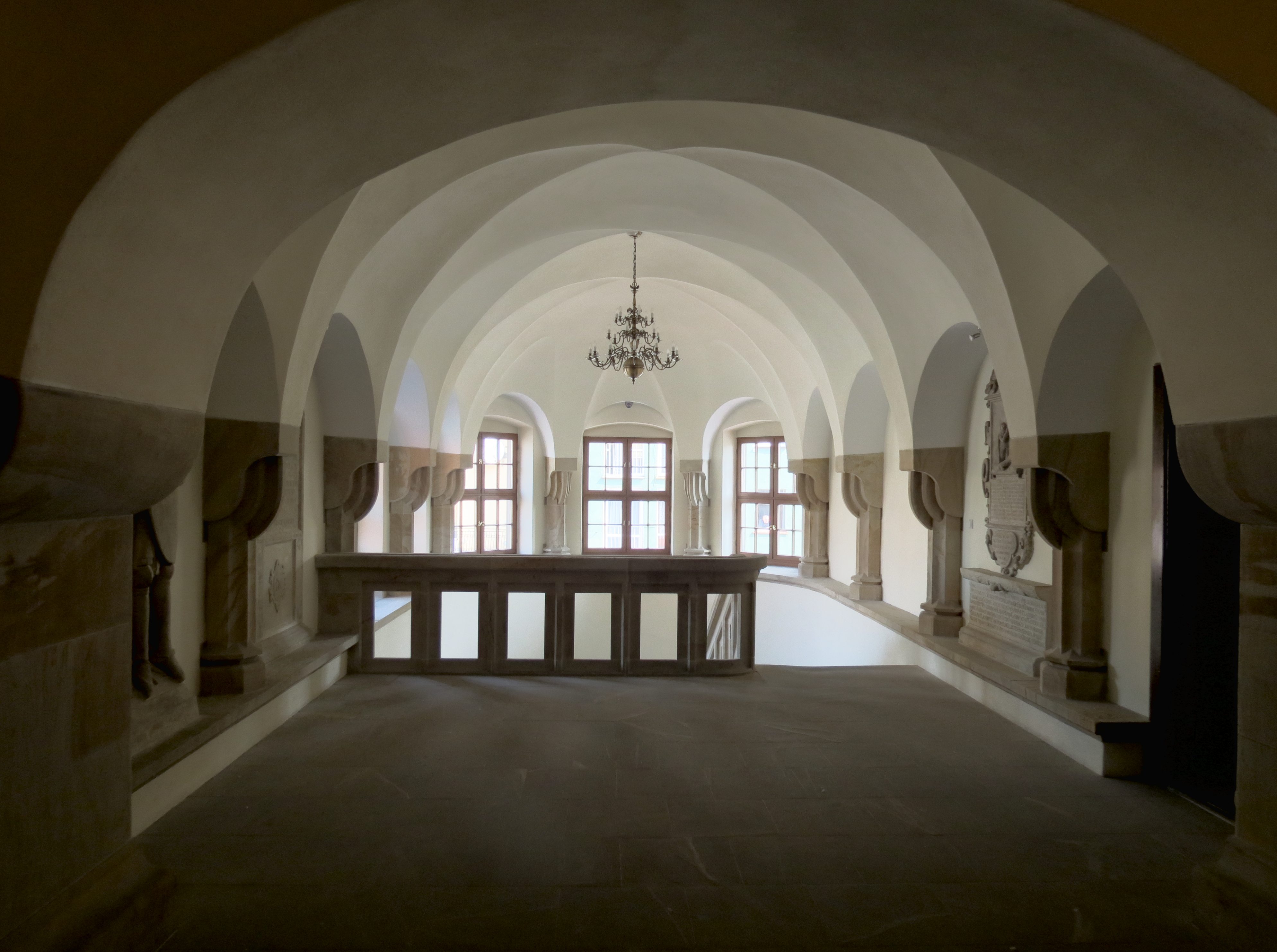
Interior del Ayuntamiento
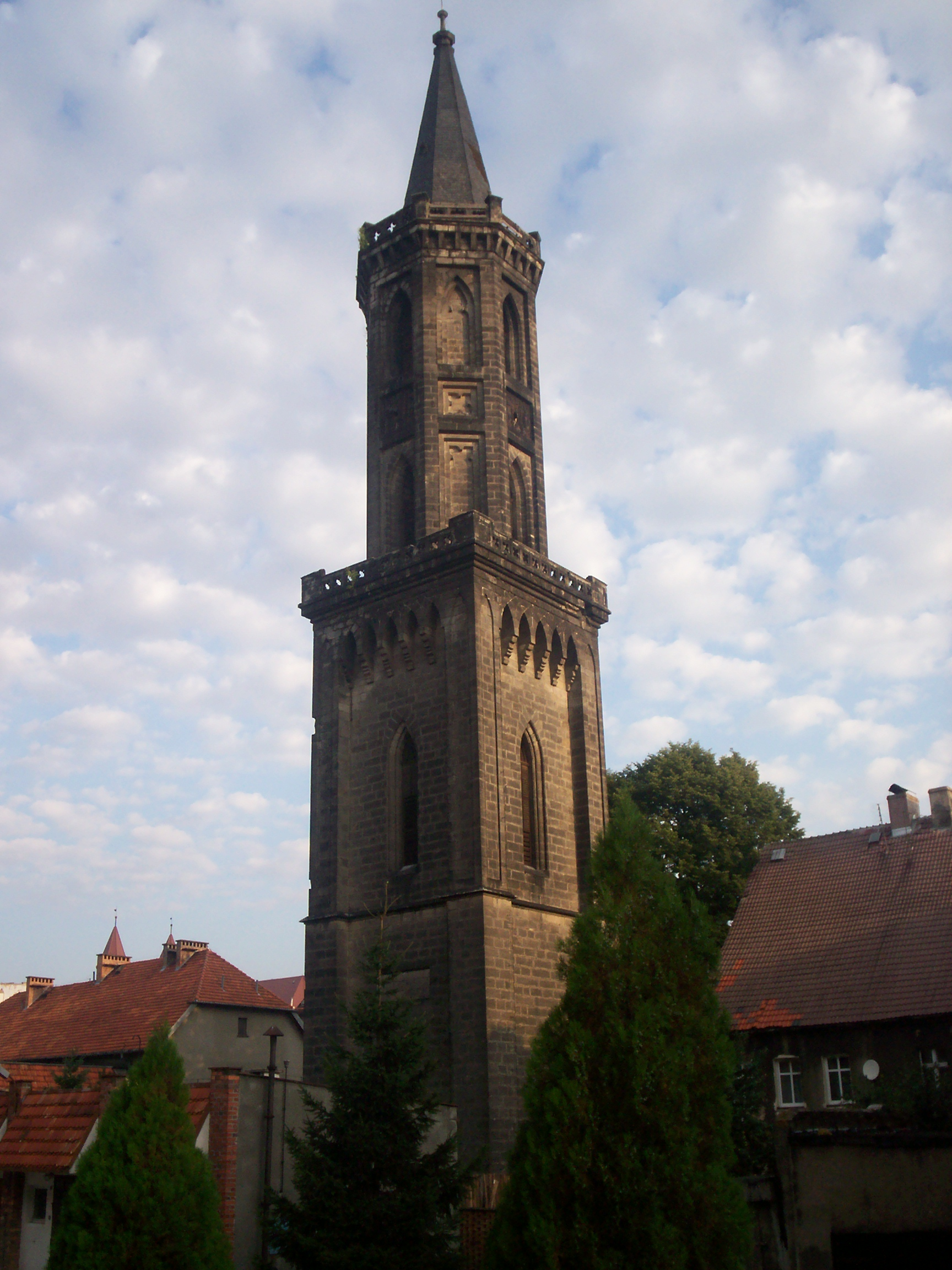
La torre restante de la iglesia protestante
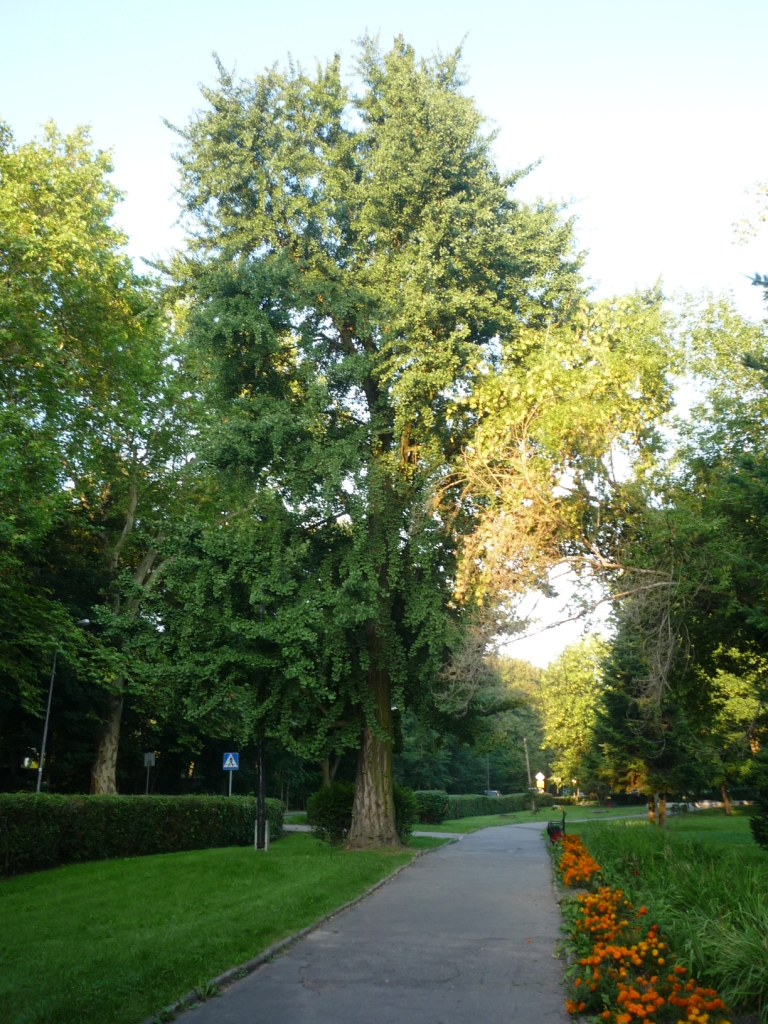
Parque de la ciudad
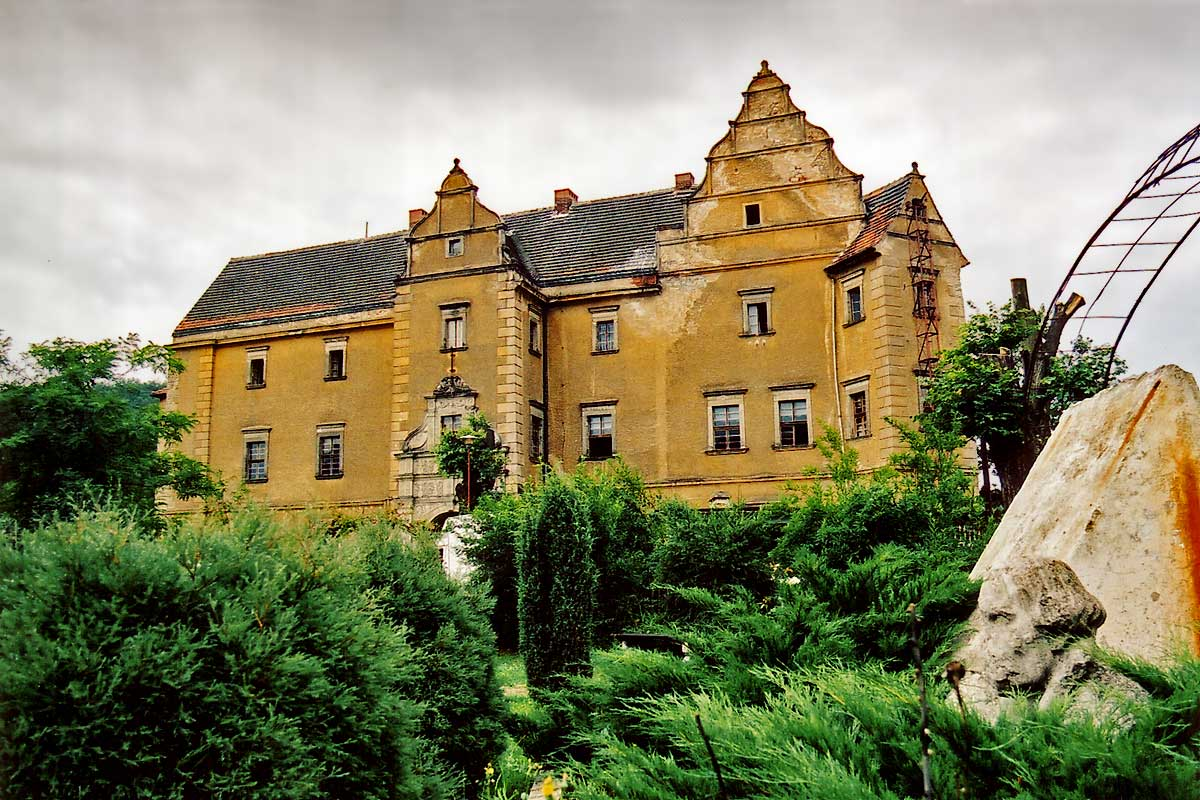
Castillo renacentista de Płakowice
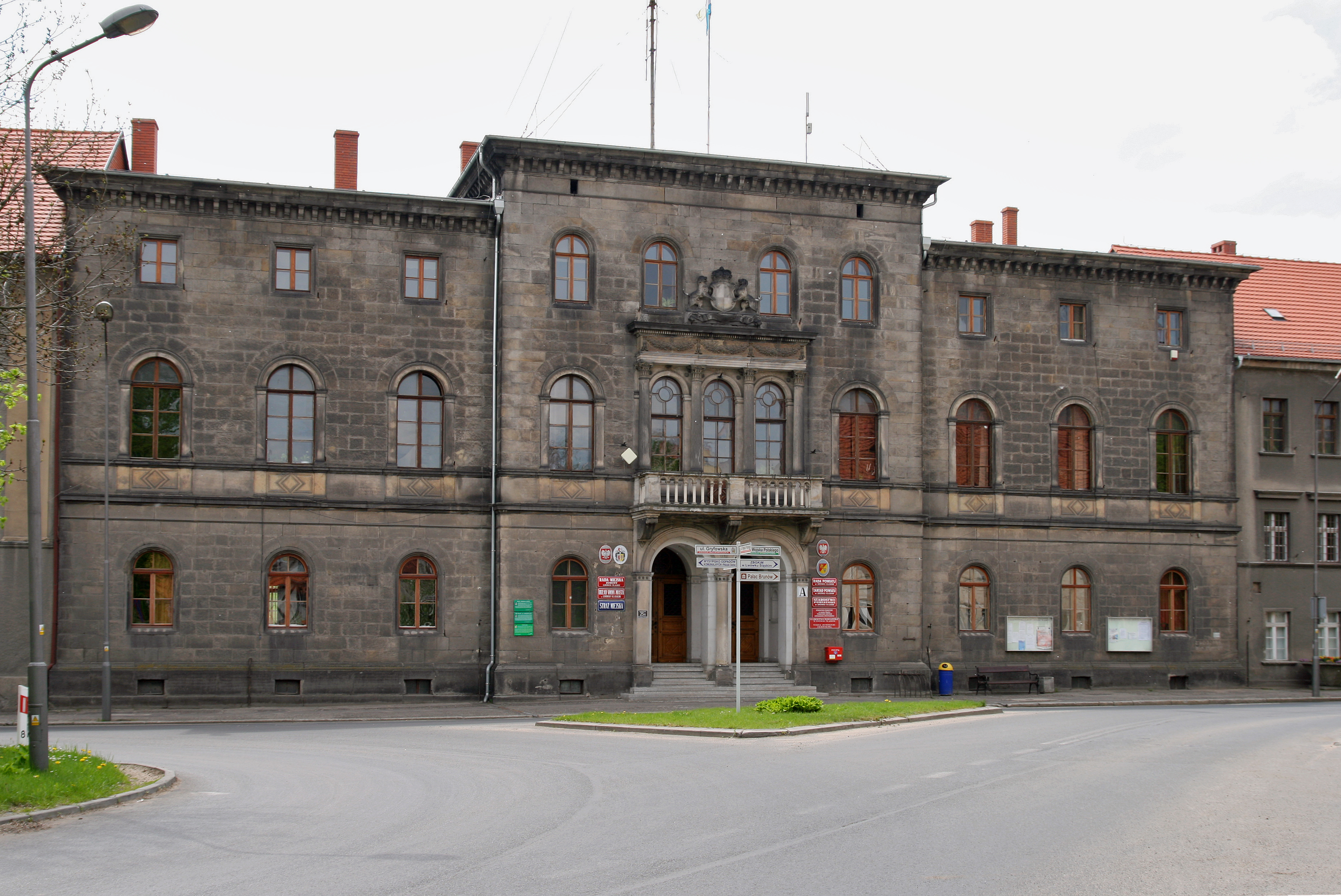
Oficina de la Gmina

### Citas
1. ↑  Worldpostalcodes.org,código postal n.º 59-600.
2. ↑  Ludwig Petry: Geschichte Schlesiens.
3. ↑  Hugo Weczerka, Handbuch der historischen Stätten, Schlesien, 2003, p. 296, ISBN 3-520-31602-1
4. ↑  Westermann, p. 74
5. ↑  Jerzy Maroń, Legnica 1241 Historyczne Bitwy, Bellona 2008, p. 44, ISBN 83-11-11171-5
6. 1 2 3 4 5  «Gmina Lwówek Śląski» (en polish). Archivado desde el original el 27 de noviembre de 2020. Consultado el 12 de febrero de 2020.
7. ↑  Krallert, "Die nord- und mitteldeutsche Ostsiedlung vom 12.—14.
8. 1 2 3 4 5 6  «Historia». Urząd Gminy i Miasta Lwówek Śląski (en polish). Archivado desde el original el 26 de noviembre de 2018. Consultado el 12 de febrero de 2020.
9. ↑  Krallert, "Die Ausbreitung des deutschen Städtewesens bis 1400"
10. ↑  «Igrzyska zimowe». Gość Legnicki (en polish). Consultado el 12 de febrero de 2020.
11. ↑  Staffa, Marek (2003). Słownik geografii turystycznej Sudetów, Pogórze Izerskie. [1], A-Ł [Glossary tourist geography of the Sudetenland, Foothills Mountains. [1] A-L]. Wroclaw: I-BiS. pp. 443-471. ISBN 83-85773-60-6.